# EUnet
EUnet fue una colaboración muy flexible de sitios UNIX europeos individuales en la década de los 80 que se convirtió en la entidad totalmente comercial EUnet International Ltd en 1996. Fue vendido a Qwest en 1998.
EUnet jugó un papel decisivo en la adopción de TCP/IP en Europa a partir de 1988.

## Historia
Las raíces de EUnet, originalmente una abreviatura de European UNIX Network, se remontan a 1982 bajo los auspicios del EUUG (European UNIX Users Group) (más tarde EurOpen) y las primeras conexiones internacionales UUCP.
FNET era la rama francesa de EUnet.
Una vez que hubo un nodo troncal centroeuropeo que estaba separado de la costosa red de telecomunicaciones, se adoptó TCP/IP en lugar de almacenar y reenviar. Esto permitió a EUnet conectarse con las conexiones TCP/IP de NSFNET y CERN. También se estableció una conexión con los EE. UU.
El 1 de enero de 1990, EUnet comenzó a vender acceso a Internet a clientes no académicos en los Países Bajos, convirtiéndolos en una de las primeras empresas en vender acceso a Internet al público general. EUnet proporcionó servicio local a través de sus respectivos socios comerciales en muchos países europeos.
En 1990, la red soviética RELCOM basada en IP, operada principalmente por computadoras con tecnología DEMOS, se conectó a EUnet.
En abril de 1998, la empresa, junto con casi todos los socios comerciales europeos nacionales de EUnet, fue vendida a Qwest Communications International, que a su vez fusionó EUnet en la desafortunada empresa conjunta KPNQwest. En el año 2000 se estimó que KPNQwest transportaba más del 50% del tráfico IP europeo. Algunos de los ISP que operan bajo el nombre de EUnet hoy se remontan al EUnet original, otros no.
La mayoría de las filiales o subsidiarias nacionales de EUnet son anteriores a otras ofertas comerciales de Internet en los respectivos países en muchos años.
Para comprender completamente la importancia y la historia de EUnet, es importante darse cuenta de que hasta principios de la década de 1990, casi todos los países europeos tenían un monopolio de telecomunicaciones con un PTT nacional incumbente, y que la provisión comercial y no comercial de servicios de telecomunicaciones estaba prohibida o al menos tuvo lugar en una "zona gris" legal. Durante el mismo período, como parte de una estrategia política industrial para detener el dominio estadounidense de la tecnología de red futura, la CE se embarcó en esfuerzos para promover los protocolos OSI, fundando por ejemplo RARE y operadores de redes de "investigación" nacionales asociados (DFN, SURFnet, SWITCH para nombrar unos pocos).

## Cronología
- 1982: Se establecen vínculos UUCP entre 4 países (Reino Unido, Holanda, Dinamarca y Suecia).[12]
- 1984: Broma día de los inocentes kremvax.[13]
- 1986: FNET, la rama francesa de EUnet, se convierte de UUCP a TCP/IP.[6]
- 1988: Primera conexión en Europa a NSFnet por CWI, un centro informático holandés.[14][15]
- 1990: Primeras ofertas para "todos los interesados".[8]
- 1996: EUnet International fue formada por intercambio de acciones con siete de las organizaciones nacionales.[16]
- 1998: Venta a Qwest por 154,4 millones de dólares.[9]

## Personas

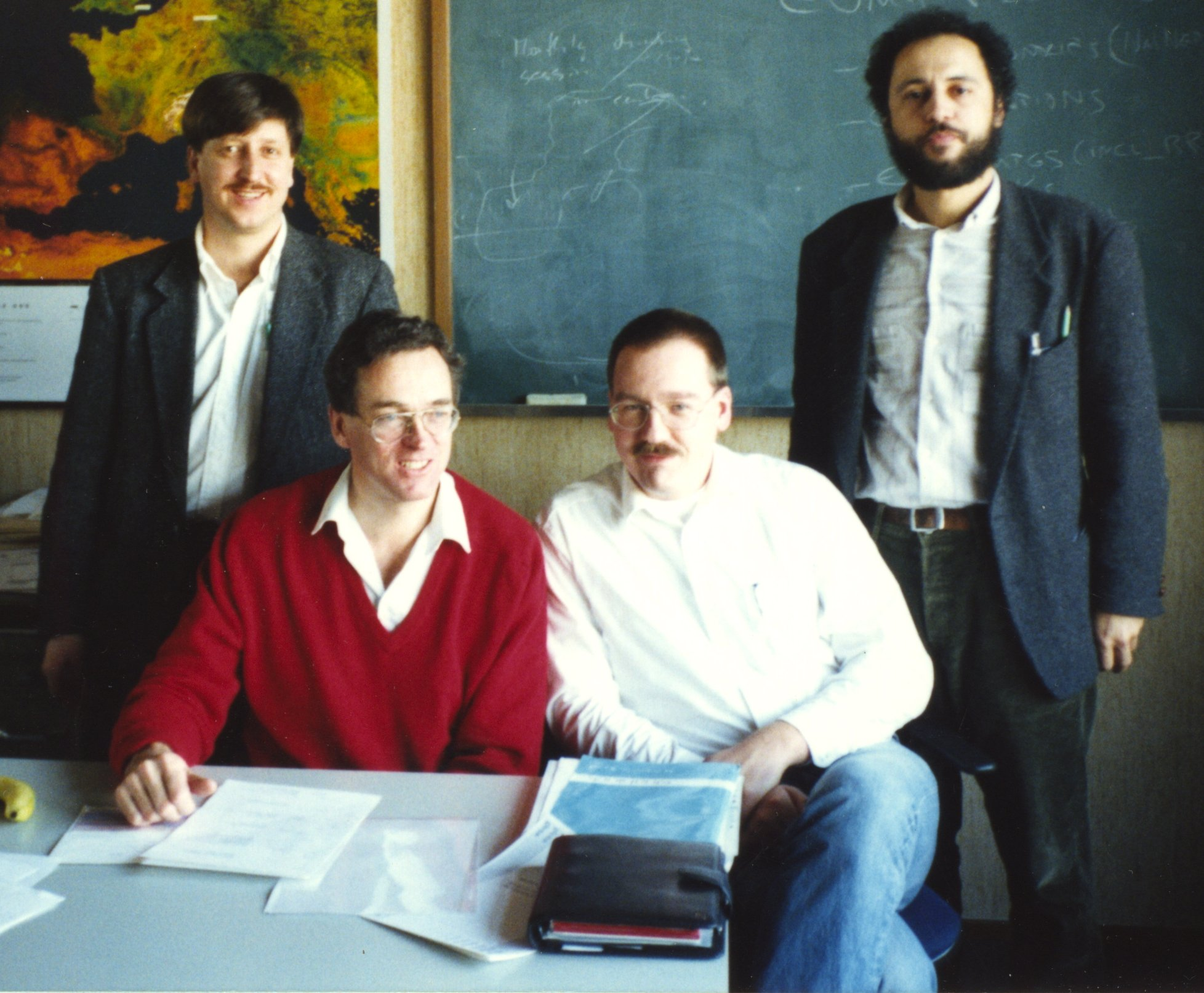
Reunión del personal de EUnet.

Las siguientes personas participaron en EUnet:
- Teus Hagen[3]
- Daniel Karrenberg[17]
- Piet Beertema[14]
- Peter Collinson
- Keld Simonsen
- Björn Eriksen
- Julf Helsingius
- Glenn Kowack
- Luc De Vos
- Michael Habeler